# Gartzaron
Gartzaron officiellement (Gartzarun en basque ou Garzarón en espagnol) est un village situé dans la commune de Basaburua dans la Communauté forale de Navarre, en Espagne. Il est doté du statut de concejo.
Gartzaron est situé dans la zone linguistique bascophone de Navarre.

## Géographie
Le village se situe à 33 km de Pampelune et 67 km de Saint-Sébastien. Au nord coule la rivière Basaburua ibaia (rivière de Basaburua). 
Gartzaron est entouré par des montagnes au sud où se situe le massif de Pagadiandieta-Arraldegaina, avec les monts Aano, Xoxanea, Zugazmendi (806 m) et à l'ouest le mont Arkatxu (776 m).

## Économie
L'agriculture et l'élevage sont les principales activités. Au début du XIXe siècle, une forge est construite et sera en fonction pendant 120 années, recevant le minerai d'une mine voisine.

## Histoire
Ville aux habitants de laquelle le roi donna, en 1418, un tribut perpétuel de 4 livres et 10 salaires et un terrain dans la ville de Larunbe.

## Langues
En 2011, 67.2% de la population de Basaburua ayant 16 ans et plus avait le basque comme langue maternelle. La population totale située dans la zone bascophone en 2018, comprenant 64 municipalités dont Basaburua, était bilingue à 60.8%, à cela s'ajoute 10.7% de bilingues réceptifs.
En 1869, Louis-Lucien Bonaparte classe le basque dans le dialecte du Haut-navarrais du Nord et, en son sein, dans le sous-dialecte d'Ultzama et la variété de Lizaso. Dans le premier tiers du XIXe siècle, Añibarro l'inclut, à des fins de prédication, dans une liste de localités étroitement bascophones. 
Avec le franquisme, le déclin du basque se fait sentir dans cette région. Carrión observe que « le basque est encore largement la langue d'usage, mais les filles et les garçons sont déjà hispanophones, ils connaissent encore le basque et l'utilisent à l'occasion, même si plusieurs le comprennent et exceptionnellement certains le parlent. Les garçons, de 15 ans et plus, sont toutes bascophones. Dans la sphère familiale, l'espagnol se fraie un chemin,  à surtout chez les filles »,. 

## Patrimoine

### Patrimoine religieux
- L'église paroissiale de La Asunción / Jasokundea (Église de l'Assomption)[6].

## Festivités
La fête locale du village de Gartzaron est célébrée le 6 août.

## Organisation ecclésiastique
Paroisse dédiée à la Nativité de Marie, archiprêtré de Larraun, évêché de Pampelune.